# 松井蓮之
松井 蓮之（まつい れんじ、2000年2月27日 - ）は、福島県いわき市出身のプロサッカー選手。Jリーグ・ベガルタ仙台所属。ポジションはミッドフィールダー（MF）。

## 来歴
福島県いわき市出身で中学卒業後に、栃木の強豪の矢板中央高校へ進学。矢板中央高校では3年時に第96回全国高等学校サッカー選手権大会に出場し、ベスト4入りへ貢献 し、優秀選手の一人に選ばれた。
高校卒業後、法政大学へ進学し、大学3年時からレギュラーをつかむ。2021年2月、川崎フロンターレに内定したことが発表された。2021年9月には総理大臣杯で主力として活躍してタイトルを獲得した。
2022年に川崎フロンターレへ入団。4月18日、ACL・GL第2節の広州足球倶楽部でプロデビューを果たした。
2023年5月、FC町田ゼルビアへ育成型期限付き移籍。
2024年1月、川崎に復帰も2か月後にベガルタ仙台へ期限付き移籍。
2024年12月24日、2025年シーズンからのベガルタ仙台への完全移籍を発表。

## 人物
- 姉は女優やモデルとして活躍する松井愛莉[11][4]。

## 所属クラブ
- アルテーロFCいわき
- リベルダード磐城
- 矢板中央高等学校
- 法政大学
  - 2021年 川崎フロンターレ（特別指定選手）
- 2022年 - 2024年  川崎フロンターレ
  - 2023年5月 - 同年12月  FC町田ゼルビア (育成型期限付き移籍)
  - 2024年3月 - 同年12月  ベガルタ仙台 (期限付き移籍)
- 2025年 -  ベガルタ仙台

## 個人成績
| 国内大会個人成績 | 国内大会個人成績 | 国内大会個人成績 | 国内大会個人成績 | 国内大会個人成績 | 国内大会個人成績 | 国内大会個人成績 | 国内大会個人成績 | 国内大会個人成績 | 国内大会個人成績 | 国内大会個人成績 | 国内大会個人成績 |
| 年度             | クラブ           | 背番号           | リーグ           | リーグ戦         | リーグ戦         | リーグ杯         | リーグ杯         | オープン杯       | オープン杯       | 期間通算         | 期間通算         |
| 年度             | クラブ           | 背番号           | リーグ           | 出場             | 得点             | 出場             | 得点             | 出場             | 得点             | 出場             | 得点             |
| 日本             | 日本             | 日本             | 日本             | リーグ戦         | リーグ戦         | リーグ杯         | リーグ杯         | 天皇杯           | 天皇杯           | 期間通算         | 期間通算         |
| ---------------- | ---------------- | ---------------- | ---------------- | ---------------- | ---------------- | ---------------- | ---------------- | ---------------- | ---------------- | ---------------- | ---------------- |
| 2022             | 川崎             | 25               | J1               | 0                | 0                | 0                | 0                | 2                | 0                | 2                | 0                |
| 2023             | 川崎             | 25               | J1               | 0                | 0                | 0                | 0                | -                | -                | 0                | 0                |
| 2023             | 町田             | 33               | J2               | 17               | 1                | -                | -                | 2                | 1                | 19               | 2                |
| 2024             | 川崎             | 25               | J1               | 0                | 0                | 0                | 0                | 0                | 0                | 0                | 0                |
| 2024             | 仙台             | 6                | J2               | 31               | 1                | -                | -                | 0                | 0                | 31               | 1                |
| 2025             | 仙台             | 6                | J2               |                  |                  |                  |                  |                  |                  |                  |                  |
| 通算             | 日本             | 日本             | J1               | 0                | 0                | 0                | 0                | 2                | 0                | 2                | 0                |
| 通算             | 日本             | 日本             | J2               | 48               | 2                | -                | -                | 2                | 1                | 50               | 3                |
| 総通算           | 総通算           | 総通算           | 総通算           | 48               | 2                | 0                | 0                | 4                | 1                | 52               | 3                |

| 国際大会個人成績 | 国際大会個人成績 | 国際大会個人成績 | 国際大会個人成績 | 国際大会個人成績 |
| 年度             | クラブ           | 背番号           | 出場             | 得点             |
| AFC              | AFC              | AFC              | ACL              | ACL              |
| ---------------- | ---------------- | ---------------- | ---------------- | ---------------- |
| 2022             | 川崎             | 25               | 2                | 0                |
| 通算             | AFC              | AFC              | 2                | 0                |

- 2021年 特別指定選手としての公式戦出場無し

その他の公式戦
- 2024年
  - J1昇格プレーオフ 2試合0得点

## 代表歴
- U-16日本代表
  - チリ遠征 (2016年)
- U-17日本代表
  - アメリカ遠征 (2017年)
- U-22日本代表
  - AFC U-23選手権2022・予選 (2021年)

## タイトル

### タイトル
法政大学
- 総理大臣杯全日本大学サッカートーナメント（2021年）

FC町田ゼルビア
- J2リーグ（2023年）

### 個人
- 全国高等学校サッカー選手権大会・優秀選手（2017年）
- 関東大学サッカーリーグ戦・ベストイレブン（2021年）[12]